# 維克 (冰島)

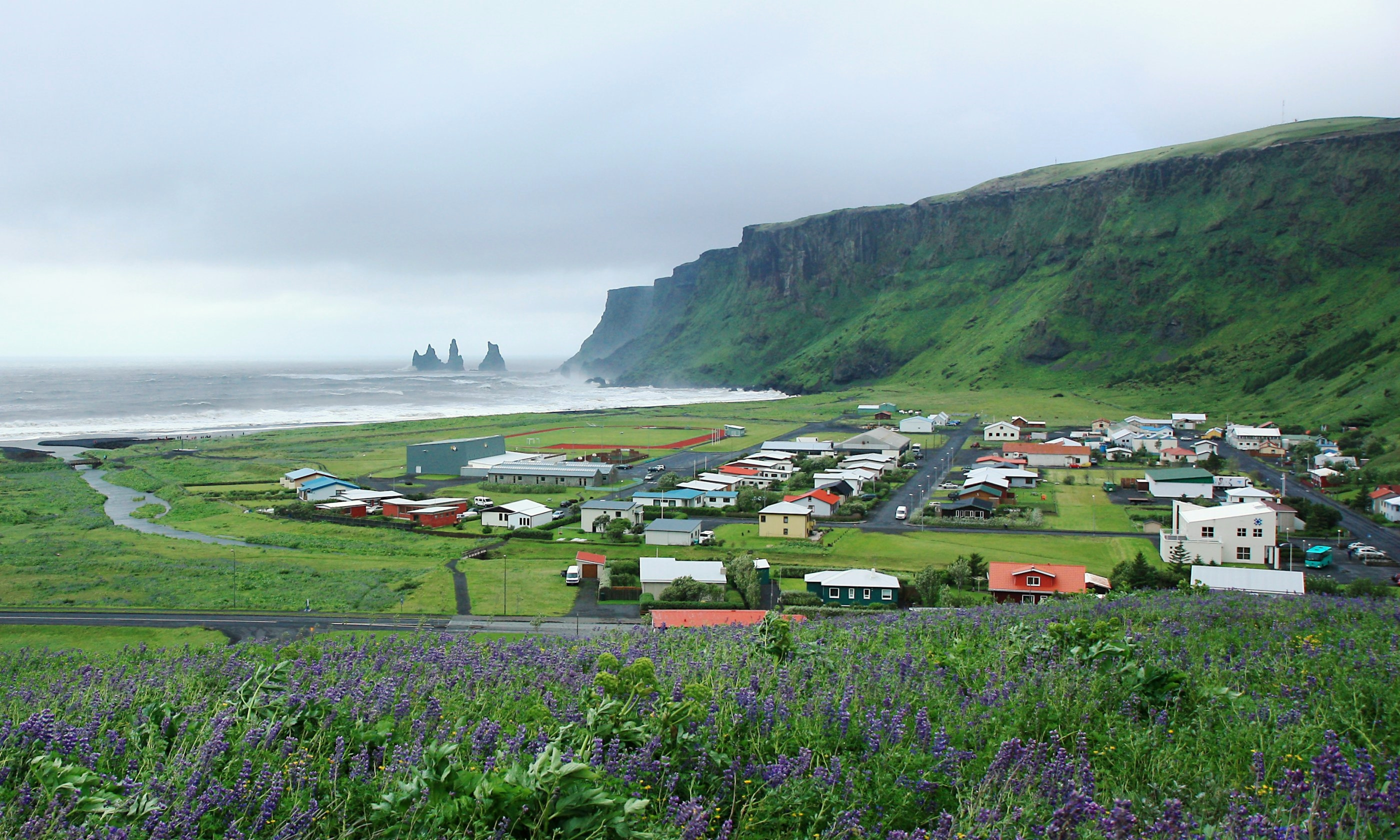
维克景象

維克，全称维克伊米达尔，是冰島南部區米达尔区市镇内的村庄，为冰岛最南端的村莊，位於該國主環路，距雷克雅未克東南部180公里，2023年人口645。該村莊被2010年埃亞菲亞德拉火山爆發時的火山灰影響。
尽管面积很小，但它是方圆70公里（43英里）的最大定居点，是一个重要的中转站。